# Cantone di Montguyon
Il Cantone di Montguyon era una divisione amministrativa dell'arrondissement di Jonzac.
A seguito della riforma approvata con decreto del 27 febbraio 2014, che ha avuto attuazione dopo le elezioni dipartimentali del 2015, è stato soppresso.

## Composizione
Comprendeva i comuni di:
- La Barde
- Boresse-et-Martron
- Boscamnant
- Cercoux
- Clérac
- La Clotte
- Le Fouilloux
- La Genétouze
- Montguyon
- Neuvicq
- Saint-Aigulin
- Saint-Martin-d'Ary
- Saint-Martin-de-Coux
- Saint-Pierre-du-Palais